# Insurgența talibană
Insurgența talibană a început la scurt timp după căderea grupului de la putere în urma Războiului din 2001 din Afganistan. Forțele talibane luptă împotriva guvernului afgan, condus anterior de președintele Hamid Karzai, condus acum de președintele Așraf Ghani și împotriva forței internaționale de asistență de securitate (ISAF), condusă de SUA. Insurgența s-a extins într-o oarecare măsură peste granița Durand Line până la Pakistanul vecin, în special în regiunea Waziristan și Khyber Pakhtunkhwa. Talibanii conduc război de intensitate scăzută împotriva Forțelor de securitate națională afgană și aliaților lor NATO. Țările regionale, în special Pakistanul, Iranul, China și Rusia, sunt adesea acuzate că au finanțat și susținut grupurile insurgente.
Liderul talibanilor este Hibatullah Akhundzada, care conduce Quetta Shura. Rețeaua aliată Haqqani, Hezb-e Islami Gulbuddin și grupuri mai mici de Al-Qaeda au făcut parte din insurgență.

## Context
În urma invaziei Statelor Unite în Afganistan în 2001, talibanii au fost învinși și mulți luptători talibani au părăsit mișcarea sau s-au retras în sanctuarele din Pakistan. Talibanii au petrecut câțiva ani regrupându-se, apoi au lansat o campanie de insurgență în 2006.

## Legături externe
- Afghanistan's Taliban – Legitimate Jihadists or Coercive Extremists?
- Taliban Views on a Future State Arhivat în 8 mai 2020, la Wayback Machine.
- Assessing the Threats to CF Leopard Tanks in Afghanistan: possible antitank weapons of the Taliban
- Asia Times Online on spring offensive Arhivat în 26 ianuarie 2021, la Wayback Machine.
- Times Online on the British mission in Afghanistan Arhivat în 11 februarie 2008, la Wayback Machine.
- Guardian Unlimited article – British Lieutenant General calling the situation the worst low-level dirty fighting since the Korean War[nefuncțională]
- Athena Intelligence Advanced Research Network on Insurgency and Terrorism
- Life, death, and the Taliban